# Хамемицес
Хаме́мицес (англ. Chamaemyces) — род грибов семейства Шампиньоновые (Agaricaceae).

## Описание
- Шляпка мясистая, у некоторых видов покрытая слоем слизи. На краю шляпки иногда заметны остатки общего покрывала. Пластинки свободные, трама пластинок правильная.
- Ножка центральная или эксцентричная, с быстро исчезающим кольцом, под кольцом покрытая тонкими чешуйками.
- Споровый порошок светло-охристого цвета. Споры гиалиновые, гладкие, неамилоидные, без поры прорастания. Плевроцистиды и хейлоцистиды присутствуют.
- Мякоть беловатого цвета, на воздухе обычно чернеет.
- Тип развития плодовых тел моновелангиокарпный или стипитокарпный.

Произрастают группами. Гумусовые сапротрофы.

## Таксономия

### Синонимы
- Drosella Maire, 1935, nom. nud.
- Lepiota subg. Lepiotella E.-J. Gilbert, 1918
- Lepiotella (E.-J. Gilbert) Konrad, 1934

### Виды
- Chamaemyces alphitophyllus (Berk. & M.A. Curtis) Murrill, 1909 — описан с Бонинских островов.
- Chamaemyces carmelensis M. Didukh & Wasser, 2004 — описан из Израиля.
- Chamaemyces fracidus (Fr.) Donk, 1962 — типовой вид рода. Описан из Европы.
- Chamaemyces medullaris (Rick) Raithelh., 1988 — описан из Бразилии.
- Chamaemyces paraensis Singer, 1989 — описан из Бразилии.